# Metohexital

Strukturformel för metohexital.

Methohexital, summaformel C14H17N2NaO3, är ett snabbverkande bedövningsmedel, patenterat 1959 av läkemedelsföretaget Eli Lilly. Varunamn i Sverige för ämnet är Brietal. Det är ett barbituratderivat.
Det är narkotikaklassat i Sverige, ingående i förteckning V, vilket innebär att det inte omfattas av internationella narkotikakonventioner.